# Josef Vepřík
Josef Vepřík (1831 (???) – 14. října 1907 Sudoměř) byl rakouský a český statkář a politik, v 2. polovině 19. století poslanec Českého zemského sněmu.

## Biografie
Profesí byl statkářem v Sudoměři. V 60. letech 19. století se zde připomíná jako předseda školního výboru. Působil jako předseda správní rady Společenského cukrovaru a člen výboru Občanské záložny v Dolním Cetně. Dlouhodobě působil jako okresní starosta v Bělé. V roce 1896 byla vydána koncese na stavbu místní železniční trati z Dolního Cetna do Mšena. Koncesi na výstavbu trati získal Josef Vepřík ze Sudoměře.
V 70. letech 19. století se zapojil i do zemské politiky. V doplňovacích volbách roku 1877 byl zvolen na Český zemský sněm za kurii venkovských obcí (obvod Mladá Boleslav – Mnichovo Hradiště – Bělá). Mandát obhájil za týž obvod i v řádných zemských volbách v roce 1878. Patřil k staročeské straně (Národní strana). Opětovně byl zvolen i ve volbách v roce 1883.
Zemřel v říjnu 1907, u věku 76 let.